# Halimede (satélite)
Halimede (del griego: Αλιμήδη), también conocido como Neptuno IX, es un satélite irregular retrógrado de Neptuno. Fue descubierto por Matthew J. Holman y su equipo de astrónomos el 14 de agosto de 2002. Fue nombrado en honor a Halimede, una de las 50 ninfas Nereidas. Antes de su nombramiento el 3 de febrero de 2007, era conocido por su designación provisional S/2002 N 1.
Halimede tiene unos 62 kilómetros de diámetro y un albedo de 0.04.
Tiene la segunda mayor excentricidad orbital (0.2646) y la tercera mayor inclinación orbital (134.1°) entre los satélites de Neptuno.
Halimede aparece gris ante el espectro visible. Dado el similar color de Halimede al de Nereida, junto con una alta probabilidad de colisión (41 %), se ha sugerido que Halimede podría ser un fragmento de Nereida.